# Eleccions legislatives moldaves de juliol de 2009
Les eleccions legislatives moldaves de juliol de 2009 se celebraren el 29 de juliol de 2009 per a renovar els 101 diputats del Parlament de Moldàvia.

## Antecedents
Zinaida Greceanîi fou nomenada després que el Partit dels Comunistes de la República de Moldàvia (PCRM) guanyés les eleccions legislatives moldaves d'abril de 2009 però l'oposició no va acceptar els resultats i acusà al partit guanyador de frau electoral. Entre el 7 i el 15 d'abril es produïren manifestacions que culminaren amb l'assalt a l'edifici del Parlament, un noi mort i acusació de tortures per part de la policia. Un cop reunit el Parlament, no fou capaç d'escollir un president de la cambra, raó per la qual es convocaren eleccions per al juliol.

## Resultats electorals
Resultats de les eleccions al Parlament de la República de Moldàvia de 29 de juliol de 2009.
| Partits i coalicions                                   | Partits i coalicions                               | Vots      | %      | +/−   | Escons | Canvi |
| ------------------------------------------------------ | -------------------------------------------------- | --------- | ------ | ----- | ------ | ----- |
|                                                        | Partit dels Comunistes de la República de Moldàvia | 706,732   | 44.69  | −4.79 | 48     | -12   |
|                                                        | Partit Liberal Democràtic de Moldàvia              | 262,028   | 16.57  | +4.14 | 18     | +3    |
|                                                        | Partit Liberal                                     | 232,108   | 14.68  | +1.55 | 15     | =     |
|                                                        | Partit Democràtic de Moldàvia                      | 198,268   | 12.54  | +9.57 | 13     | +13   |
|                                                        | Partit Aliança Moldàvia Nostra                     | 116,194   | 7.35   | −2.42 | 7      | -4    |
|                                                        | Partit Popular Democristià                         | 30,236    | 1.91   | −1.79 | 0      | =     |
|                                                        | Partit Socialdemòcrata de Moldàvia                 | 29,434    | 1.86   | −1.18 | 0      | =     |
|                                                        | Partit Ecologista de Moldàvia "Aliança Verda"      | 6,517     | 0.41   | +0.41 | 0      | =     |
| Total (participació 58,77%)                            | Total (participació 58,77%)                        | 1.581.517 | 100'00 | —     | 101    |       |
| Font: alegeri.md Arxivat 2010-07-05 a Wayback Machine. |                                                    |           |        |       |        |       |

## Conseqüències
El Partit dels Comunistes de la República de Moldàvia (PCRM) fou novament el partit més votat, però no va obtenir majoria absoluta. Nogensmenys, el 8 d'agost els quatre partits de l'oposició formaren l'Aliança per a la Integració Europea i Vlad Filat del Partit Liberal Democràtic de Moldàvia (PLDM) fou nomenat primer ministre provisional. El president, Vladímir Voronin, va dimitir l'11 de setembre, i va ser substituït interinament pel Liberal Mihai Ghimpu, que va nomenar Filat primer ministre.